# SN 2006qt
SN 2006qt – supernowa typu IIn odkryta 11 października 2006 roku w galaktyce A034002-0434. Jej maksymalna jasność wynosiła 18,92m.